# 陳樸生
陳樸生（1910年7月14日—2000年9月23日），字仲實，福建省閩侯縣人，中華民國法學家，曾任中華民國最高法院院长、司法院大法官。

## 生平
祖父陳秉崧為光緒六年（1880年）進士，曾於北京任御史及刑部主事，後外放雲南大理任知府。
父親陳希曾，陳樸生的堂弟陳樟生及陳梧生亦為法律界人士。陳樟生同為1933年司法官考試及格，曾任南京首都高等法院，後於台南市執律師業，曾任中華民國律師公會全國聯合會理事。陳梧生曾於嘉義、高雄等地任檢察官及法官。
陳樸生早年毕业自福建法政專門學校。历任江苏上海第二特區地方法院、江蘇鎮江地方法院、貴州貴陽地方法院法官，貴州高等法院法官、庭長，最高法院院法官、庭長，最高法院院長，司法院大法官，1985年任滿退職。
在學術方面，陳樸生亦曾兼任國立中興大學法商學院（現國立臺北大學）、政治大學、臺灣大學教職。專長係刑事法學，尤以刑事訴訟法最為著名，就刑事訴訟法而言，其見解可謂近數十年來支配台灣刑事訴訟實務及學術界最有力之通說，近年來其若干論點雖然在學術界受到新銳學者的強力挑戰，但在實務界仍然被奉為圭臬。

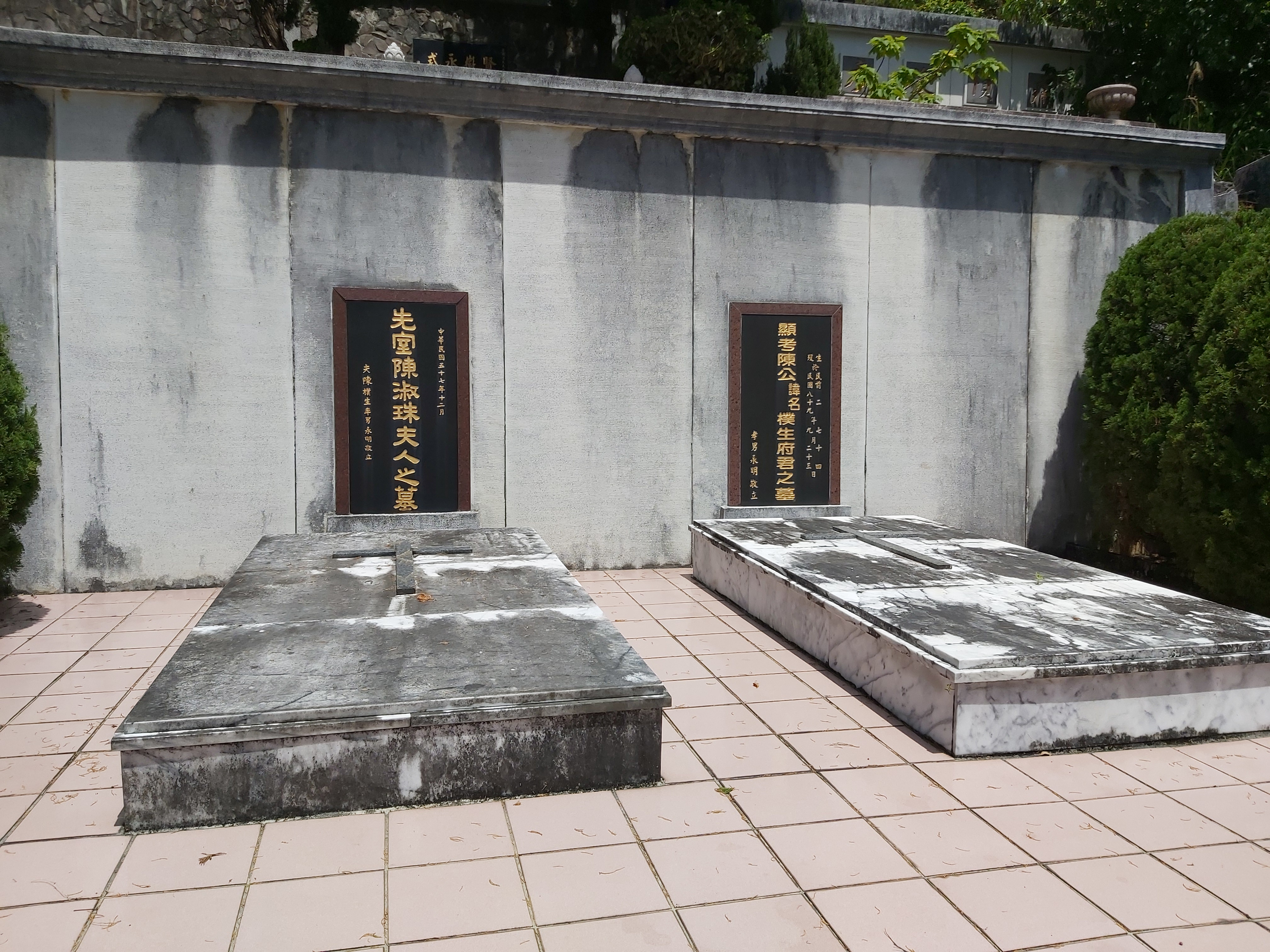
陳樸生墓

也因為其見解在台灣實務、學說上的重要性，縱使陳樸生本人後來離開教職以至去世，熟讀其論著曾為法律系學子面對國家考試的唯一終南捷徑，其所出版的數本刑事訴訟法相關著作，在過去的一段時間中，甚至被視為刑事訴訟法的「聖經」；然因其中不少著作幾乎是以半文言的方式寫成，用字遣辭艱澀難懂，以致於被法律系學子戲稱為「有字天書」，即使其見解仍具重要性，但陳樸生過世後，其著作等未再修訂出版，在市面上已不復多見。
2000年9月23日，陳樸生逝世。